# Argauer Máté
Argauer Máté (1787 – 1840. szeptember 6.) plébános, táblabíró.
Esztergomi plébános, alesperes, a szentszék tiszti főügyvéde és Komárom vármegye táblabírája volt. Leginkább szónoklatai által tűnt ki, amelyeket közül többet ki is nyomtatott:
1. Egyházi beszéd, melyet Szent István király ünneplésekor Bécsben mondott. Bécs, 1822.
2. Sárfalvi Héya István alispánt, midőn kir. tanácsos lett, üdvözli. Esztergom, 1836.
3. Üdvözlő beszéd Uzovits János főispán helytartó székfoglalásakor. Esztergom, 1836.